# テキサス・モーター・スピードウェイ

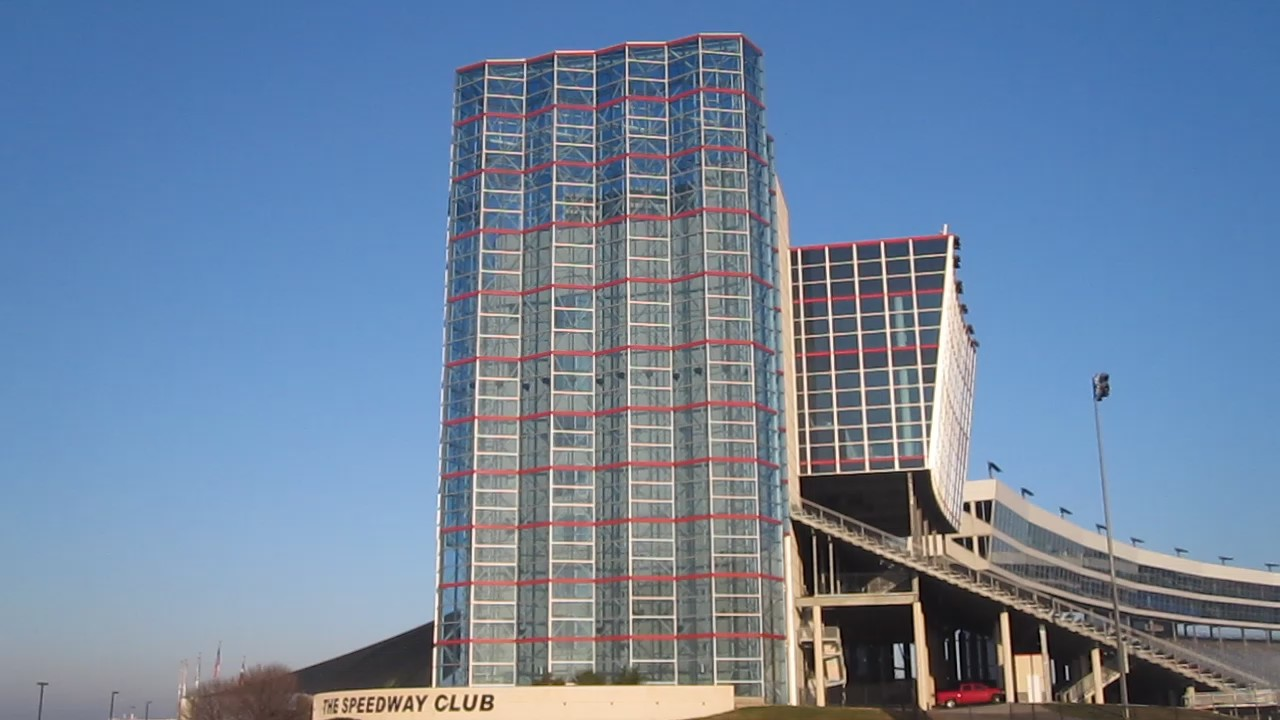
テキサス・モーター・スピードウェイ、クラブビル

テキサス・モーター・スピードウェイ（Texas Motor Speedway）は、アメリカ合衆国のサーキット。テキサス州フォートワースに所在する。1周1.5マイル（2.41km）のオーバルトラック。

## 概要
トラック開設が1996年という若いトラックである。初期には外側がNASCAR用24度バンク、内側がインディカー・シリーズやチャンプカー（旧CART）用の8度バンクとなっていたが、1998年のレース後にトラック改修工事を行い、このデュアルバンクは撤去されている。ターンの内側が広くなっているのはこのデュアルバンクの名残である。その後はインディカーでも24度バンクでレースを行なっている。

### トラックの特徴
- コース寸法

|                        | 個数                   | 長さ                  | バンク角           |
| ---------------------- | ---------------------- | --------------------- | ------------------ |
| フロントストレッチ     | 1                      | 2250フィート(685.8m)  | 5°                 |
| バックストレッチ       | 1                      | 1330フィート(405.4m)  | 5°                 |
| ターン                 | 4                      | 4340フィート(1322.8m) | 24°                |
| 全長：1.5マイル(2414m) | 全長：1.5マイル(2414m) | 路面：アスファルト    | 路面：アスファルト |

24度というハイバンク、クワッドオーバルという形状、ホームストレッチとピットレーンにまたがるように出来ているミニオーバルなど、コース長が0.04マイル短いものの、アトランタと似た特性を持つトラックである。NASCARの場合アトランタ同様リストリクタープレートの義務付けもなく、最高速は200mph（320km/h）超えを記録するほどの超高速トラックになる。ただし、アトランタよりもバンクが早く緩やかになるという特性があるため、ターン出口でルースになりやすく、ハイラインよりはローラインを選択するドライバーが多い。
一方でトラックの幅が広いためにクラッシュは起こりにくく、起こったとしても単独スピンで済む場合が多い。またコーションの回数が多いレースでは12回と荒れたレースになるが、少ないレースでは2回程度で済んでしまうような両極端なトラックである。

### 歴史
テキサス・モーター・スピードウェイは開業以来伝説的なプロモーターであるエディ・ゴセージ(英語版)によって管理されている。彼の創造的でファンに優しいアプローチは、他の全てのサーキットの運営を測る規格となった。彼はスポーツ界に初めて個人シートライセンスおよびシーズンチケットを紹介した。一時期テキサス州法ではスピードウェイでアルコールを販売するのを制限していたが、ゴセージはファンが自らのクーラーを持ち込むことを許容し、その姿勢をファンは評価した。

### NASCAR最速トラック
予選の周回平均速度の高さより、テキサス・モーター・スピードウェイはリストラクター・プレート非着用で最速のNASCARサーキットと考えられてきた。その予選速度は192 mph (309 km/h)に上り、コーナー侵入速度は200 mph (320 km/h)を超えた。ブライアン・ヴィッカーズが保持するスプリントカップレコード。、196.235 mph (315.810 km/h)は、1.5マイル級オーバルトラックの中で最も速い。

## 幻のCART開催
2001年4月29日にCARTの開催が予定されていた。しかしプラクティスと予選を走った段階でブラックアウトをはじめとする健康不良が相次ぎ、測定したところ長時間（周回タイム23秒中14～15秒間）5G超の力を受けていたことが発覚、決勝開始2時間前に安全面からレースがキャンセルとなっている。インディカー・シリーズでも長年使用されているが、現在のところそのような影響は出ていない。

## NASCAR スプリントカップ・シリーズ 結果

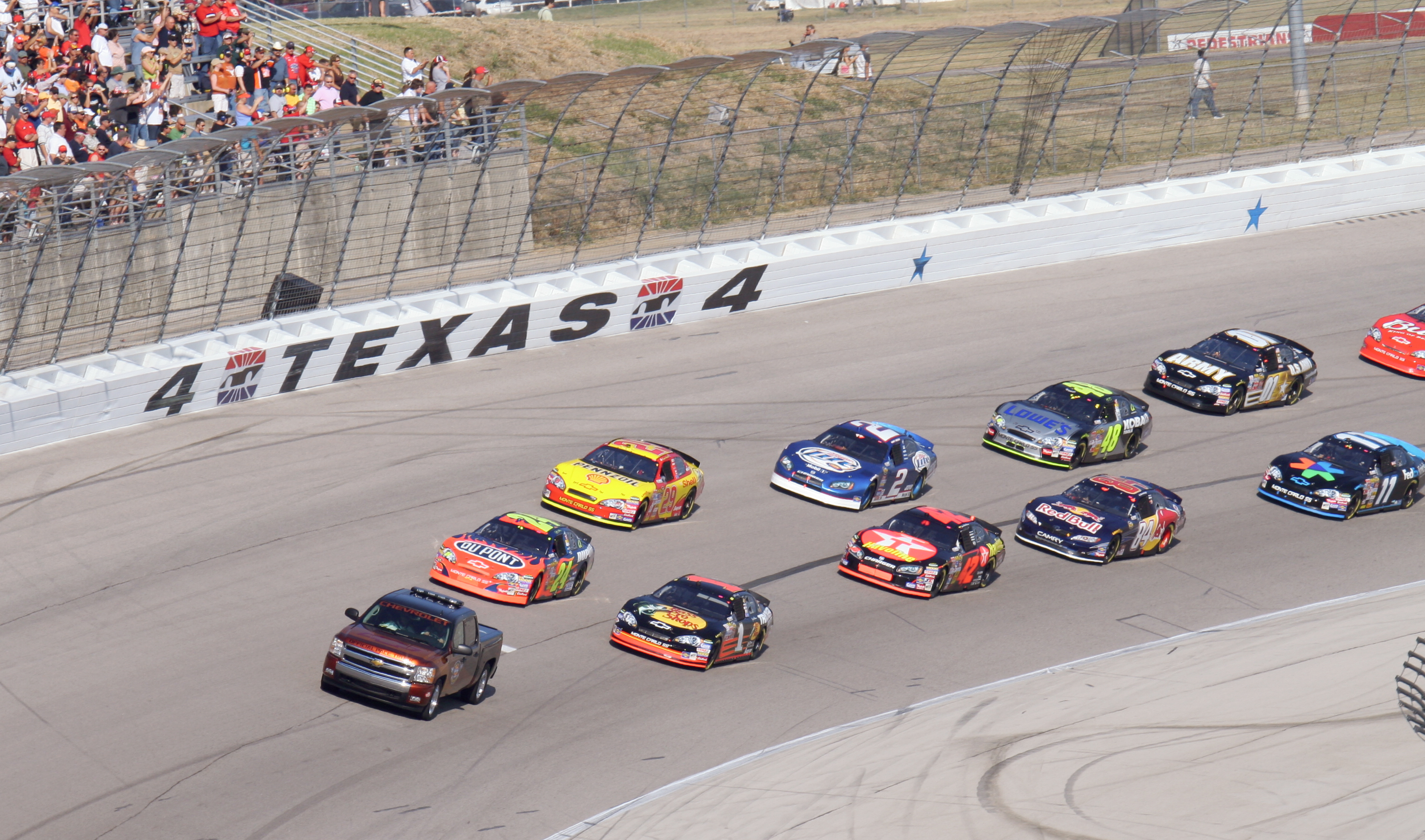
ペースカーに先導されるレースカー、2007年

### NASCARレコード
2018年5月21日現在
| 最多勝                  | 7     | ジミー・ジョンソン                      |
| 最多トップ5             | 15    | ジミー・ジョンソン                      |
| 最多トップ10            | 21    | ジミー・ジョンソン                      |
| 最多出走                | 31    | カート・ブッシュ ケヴィン・ハーヴィック |
| 最多ポール              | 3     | カート・ブッシュ                        |
| 最多ラップ              | 10179 | カート・ブッシュ                        |
| 最多ラップリード        | 1041  | ジミー・ジョンソン                      |
| アベレージスタート*     | 8.0   | スティーヴ・パーク                      |
| アベレージフィニッシュ* | 7.4   | チェイス・エリオット                    |

* 出走回数5回以上に限定。

### NASCAR スプリントカップ・シリーズ 優勝者
- (*)はグリーン・ホワイト・チェッカールールのため延長となったレース

| シーズン | 日付    | 優勝者                  | 車番 | スポンサー                         | 車種                      | 距離            | 平均スピード               | タイム差   |
| -------- | ------- | ----------------------- | ---- | ---------------------------------- | ------------------------- | --------------- | -------------------------- | ---------- |
| 1997     | 4月6日  | ジェフ・バートン        | 99   | エキサイドバッテリー               | フォード・サンダーバード  | 501 mi (806 km) | 125.111 mph (201.347 km/h) | 4.067 sec  |
| 1998     | 4月5日  | マーク・マーティン      | 6    | バルボリン                         | フォード・トーラス        | 501 mi (806 km) | 136.771 mph (220.112 km/h) | 0.573 sec  |
| 1999     | 3月28日 | テリー・ラボンテ        | 5    | ケロッグ                           | シボレー・モンテカルロ    | 501 mi (806 km) | 144.276 mph (232.190 km/h) | UC         |
| 2000     | 4月2日  | デイル・アーンハートJr. | 8    | バドワイザー                       | シボレー・モンテカルロ    | 501 mi (806 km) | 131.152 mph (211.069 km/h) | 5.920 sec  |
| 2001     | 4月1日  | デイル・ジャレット      | 88   | UPS                                | フォード・トーラス        | 501 mi (806 km) | 141.804 mph (228.211 km/h) | 0.73 sec   |
| 2002     | 4月8日  | マット・ケネス          | 17   | デウォルト                         | フォード・トーラス        | 501 mi (806 km) | 142.453 mph (229.256 km/h) | 0.888 sec  |
| 2003     | 3月30日 | ライアン・ニューマン    | 12   | オールテル                         | ダッジ・イントレピッド    | 501 mi (806 km) | 134.517 mph (216.484 km/h) | 3.405 sec  |
| 2004     | 4月4日  | エリオット・サドラー    | 38   | M&M's                              | フォード・トーラス        | 501 mi (806 km) | 145.358 mph (233.931 km/h) | 0.028 sec  |
| 2005     | 4月17日 | グレッグ・ビッフル      | 16   | Post-it / National Guard           | フォード・トーラス        | 501 mi (806 km) | 130.055 mph (209.303 km/h) | 3.244 sec  |
| 2005     | 11月6日 | カール・エドワーズ      | 99   | オフィス・デポ                     | フォード・トーラス        | 501 mi (806 km) | 151.055 mph (243.099 km/h) | 0.584 sec  |
| 2006     | 4月9日  | ケイシー・カーン        | 9    | ダッジ・ディーラー / UAW           | ダッジ・チャージャー      | 501 mi (806 km) | 137.943 mph (221.998 km/h) | 5.229 sec  |
| 2006     | 11月5日 | トニー・スチュワート    | 20   | ザ・ホーム・デポ                   | シボレー・モンテカルロ SS | 508.5* mi       | 134.891 mph (217.086 km/h) | 0.272 sec  |
| 2007     | 4月15日 | ジェフ・バートン        | 31   | Prilosec OTC                       | シボレー・モンテカルロ SS | 501 mi (806 km) | 143.359 mph (230.714 km/h) | 0.410 sec  |
| 2007     | 11月4日 | ジミー・ジョンソン      | 48   | ロウズ / Kobalt                    | シボレー・モンテカルロ SS | 501 mi (806 km) | 131.219 mph (211.177 km/h) | 0.944 sec  |
| 2008     | 4月6日  | カール・エドワーズ      | 99   | Aflac                              | フォード・フュージョン    | 508.5* mi       | 144.814 mph (233.056 km/h) | 0.399 sec  |
| 2008     | 11月2日 | カール・エドワーズ      | 99   | オフィス・デポ                     | フォード・フュージョン    | 500 mi (800 km) | 144.814 mph (233.056 km/h) | 8.310 sec  |
| 2009     | 4月5日  | ジェフ・ゴードン        | 24   | デュポン / National Guard GED Plus | シボレー・インパラ SS     | 500 mi (800 km) | 146.372 mph (235.563 km/h) | 0.378 sec  |
| 2009     | 11月8日 | カート・ブッシュ        | 2    | ミラー・ライト                     | ダッジ・チャージャー      | 500 mi (800 km) | 146.372 mph (235.563 km/h) | 25.686 sec |
| 2010     | 4月19日 | デニー・ハムリン        | 11   | フェデックス                       | トヨタ カムリ             | 501 mi (806 km) | 146.23 mph                 |            |

## 現在の開催レース

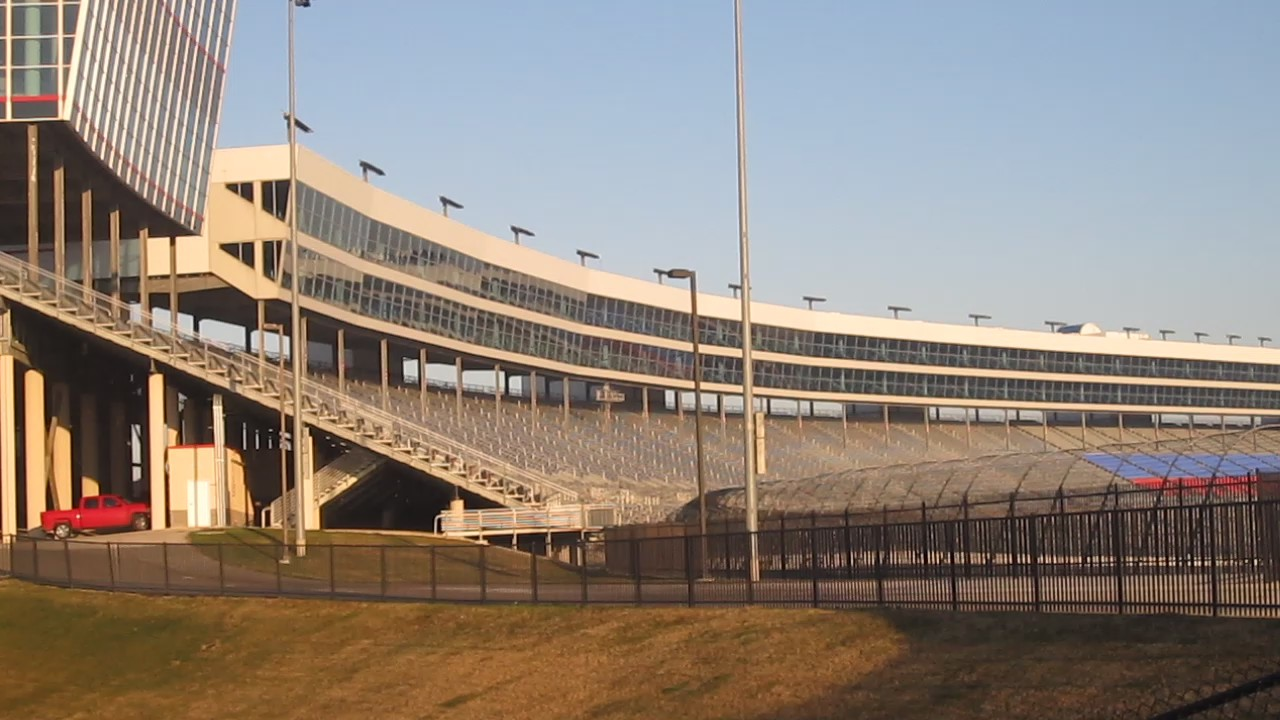
テキサス・モーター・スピードウェイ、スタジアム

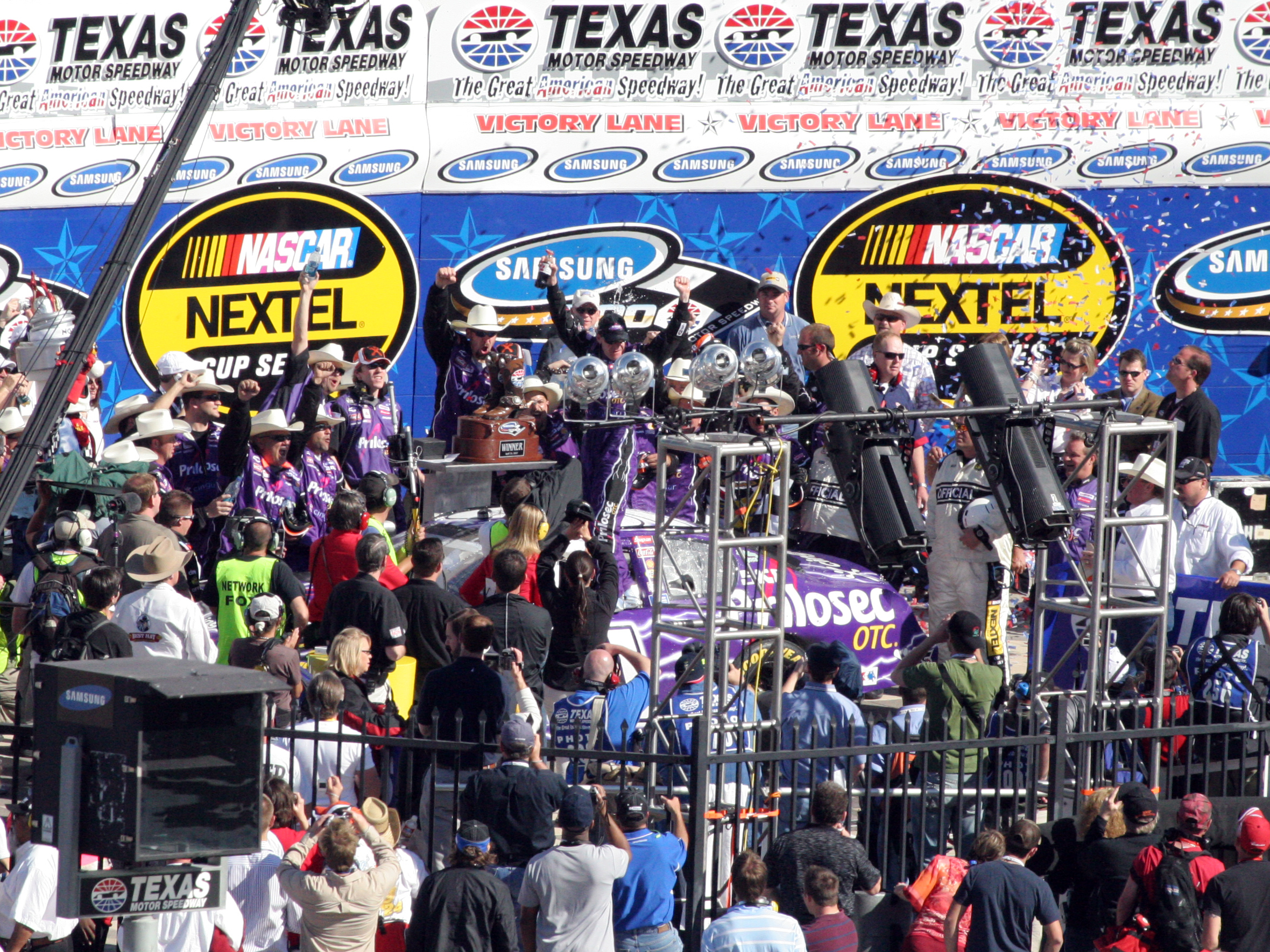
2007年4月のネクステル・カップ

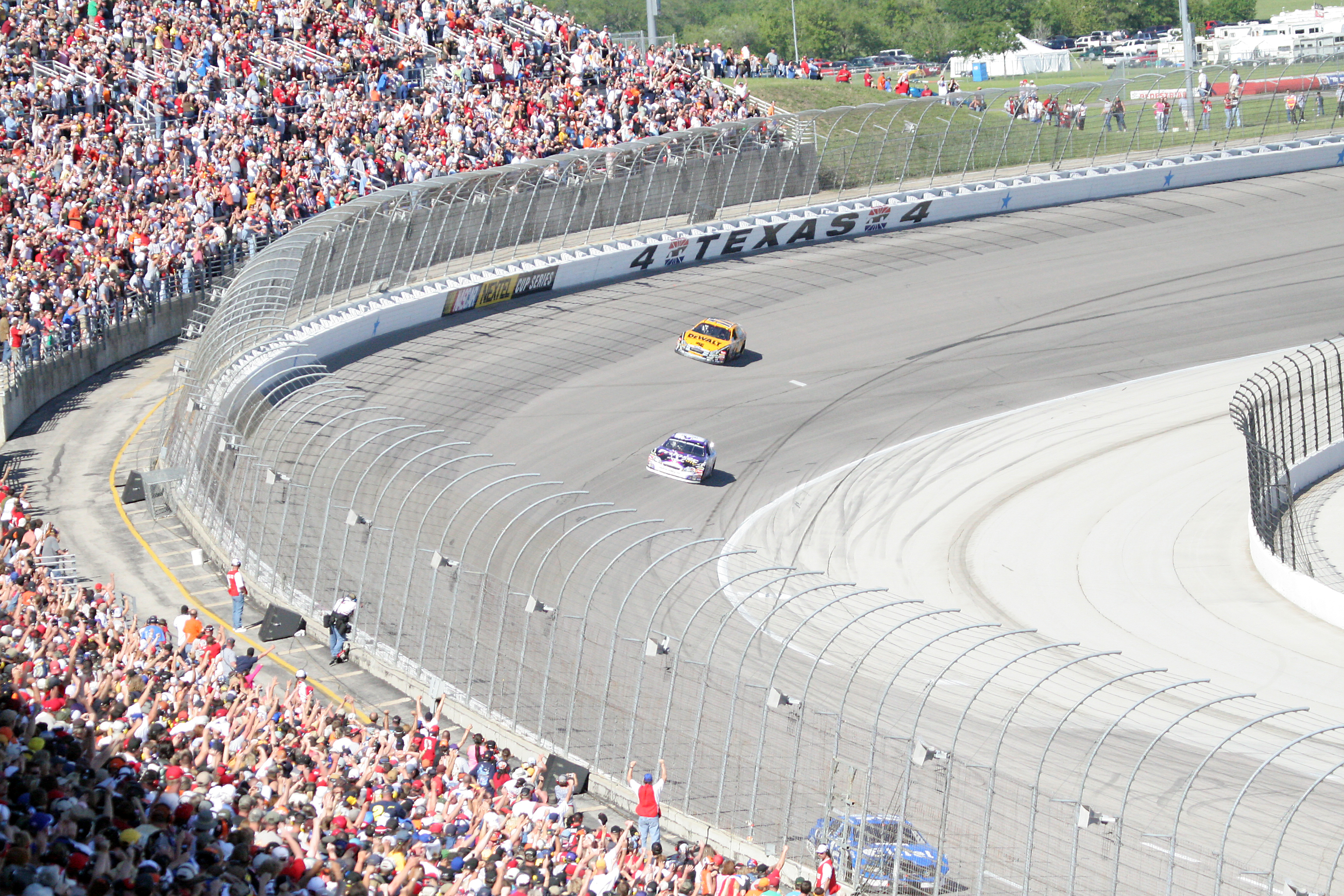
ターン4

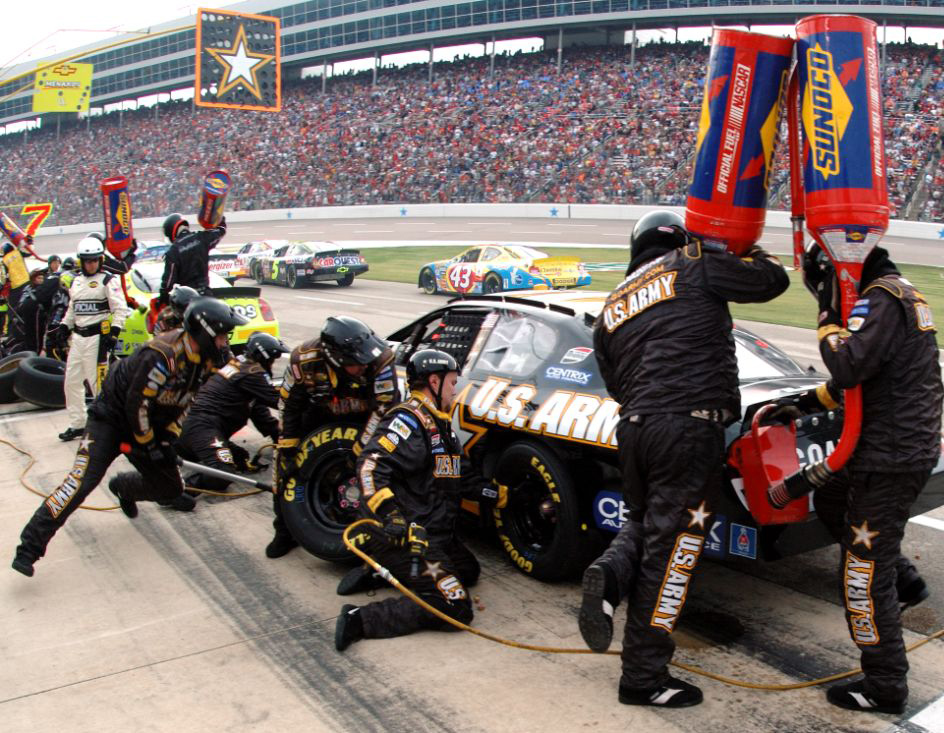
2006年のディッキーズ500、タイヤ交換と燃料補給

- スプリントカップ・シリーズ - サムスン・モバイル500
- スプリントカップ・シリーズ - AAAテキサス500
- ネイションワイド・シリーズ - オライリー300
- ネイションワイド・シリーズ - オライリー・チャレンジ
- キャンピング・ワールド・トラック・シリーズ - サムズタウン400
- キャンピング・ワールド・トラック・シリーズ - シルバラード350K
- インディカー・シリーズ - ファイアストン550
- ARCAレーシング・シリーズ - ラトルスネイク150

### その他のイベント
- レッドブル・エアレース・ワールドシリーズ - エアレースの世界選手権